# Erma Knoll
Der Erma Knoll (englisch; bulgarisch Ерменска могила Ermenska mogila) ist ein 412 m hoher Berg auf der Livingston-Insel im Archipel der Südlichen Shetlandinseln. Im Huron-Gletscher ragt er 1,6 km ostsüdöstlich des Kuzman Knoll, 1,3 km nordöstlich des Zograf Peak sowie 390 m nordöstlich des Losen-Nunatak am Nordrand der Tangra Mountains auf.
Bulgarische Wissenschaftler kartierten ihn zwischen 2004 und 2005. Die bulgarische Kommission für Antarktische Geographische Namen benannte ihn 2005 nach dem Fluss Erma im Westen Bulgariens.